# The Clocks
The Clocks (Os relógios, no Brasil / Poirot e os 4 relógios ou Os Cinco Relógios, em Portugal) é um romance policial de Agatha Christie, publicado em 1963. 
É um caso do detetive Hercule Poirot.

## Enredo
Colin Lamb é um agente do serviço secreto. Ao visitar o condomínio Wilbraham Crescent, na cidadezinha de Crowdean, acaba sendo envolvido na investigação de um estranho assassinato ocorrido naquele lugar: um homem desconhecido foi encontrado apunhalado na sala da casa número 19, cuja proprietária é uma senhora cega, Mrs. Pebmarsh. Na cena do crime são encontrados quatro relógios que marcam todos a mesma hora, 4h13, mas que não pertencem à dona da casa. Quem descobriu o corpo foi a estenógrafa Sheila Webb, que tinha recebido ordens de trabalhar para a senhorita Pebmarsh, só que esta não tinha solicitado nenhum serviço de estenografia.
O caso parece complexo e Colin Lamb decide desafiar o seu amigo Hercule Poirot a desvendá-lo sem se levantar de sua poltrona. Somente com as informações recebidas do amigo, Poirot consegue sugerir uma hipótese viável para a solução do enigma.